# Szydłowo (Litwa)
Szydłowo (dawniej: Szydłów, lit. Šiluva) – miasteczko na Litwie w okręgu kowieńskim.
Położone jest ok. 20 km na północ od Rosieni przy drodze nr 148. 

## Historia
W 1608 odnotowano tu pierwsze w Europie objawienie Matki Boskiej, która ukazała się dzieciom pasącym owce. Mieści się tu największe litewskie sanktuarium maryjne. Barokowy kościół pw. Narodzenia NMP z lat 1760–1786, neogotycka kaplica z lat 1912–1924. 
Podczas okupacji hitlerowskiej, w lipcu 1941 roku Niemcy utworzyli getto dla żydowskich mieszkańców. Przebywało w nim około 300 osób. 8 sierpnia 1941 roku Niemcy zlikwidowali getto, a Żydów zamordowano w lesie Astravas. Sprawcami zbrodni byli żołnierze z Einsatzkommando 3 w asyście litewskiej policji. 
W 1993 roku miasto odwiedził Jan Paweł II.

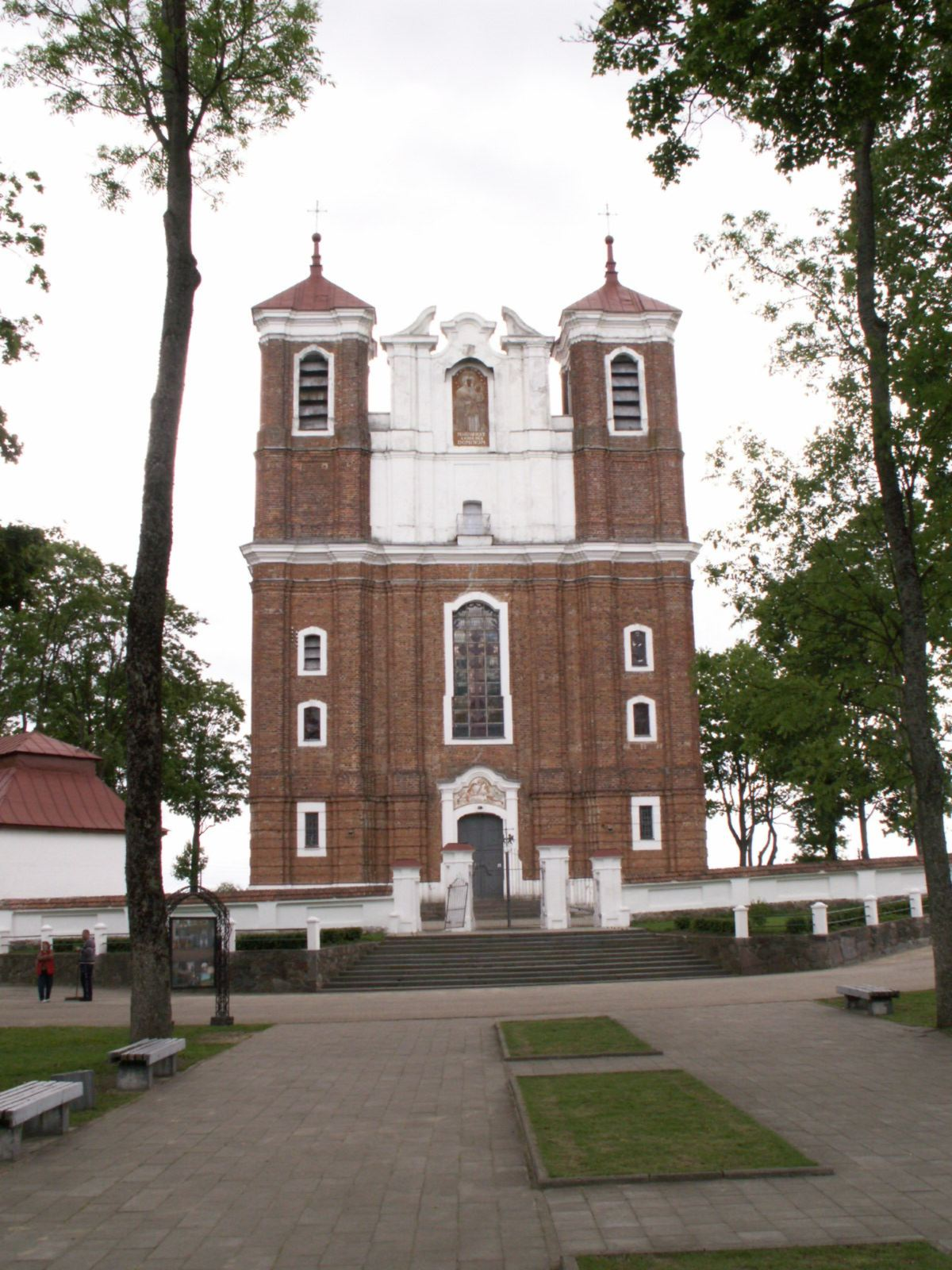
Sanktuarium maryjne

## Urodzeni w Szydłowie
- Józef Oleszkiewicz – polski malarz